# Xã Lucas, Quận Lyon, Minnesota
Xã Lucas (tiếng Anh: Lucas Township) là một xã thuộc quận Lyon, tiểu bang Minnesota, Hoa Kỳ. Năm 2010, dân số của xã này là 246 người.